# Pact asupra succesiunii viitoare
Pactul asupra succesiunii viitoare nedeschise este un document problematic, privit cu suspiciune de-a lungul istoriei. Prin pact asupra unei succesiuni nedeschise  se înțelege orice contract sau act unilateral, nepermis de lege, prin care se dobândește sau se renunță la unul sau mai multe drepturi eventuale din o moștenire nedeschisă la data încheierii actului. Pentru a fi considerat un pact asupra unei succesiuni nedeschise, actul intervenit între părți trebuie să îndeplinească mai multe condiții cumulative. În primul rând, este necesar să existe un pact, acesta să aibă ca obiect o succesiune nedeschisă, să confere un drept eventual și, în cele din urmă, actul să nu fie permis în mod excepțional de lege.

## Scurt istoric
Dreptul roman interzicea pactele asupra unei succesiuni viitoare, nedeschise, deoarece pater familias trebuia să aibă posibilitatea până în ultimul moment (usque ad supremum vitae exitum) de a face dispoziții pentru cauză de moarte, după libera sa voință. Această regulă era edictată în numeroase cazuri de speță. Această interdicție era valabilă atât atunci când pactul emana de la de cujus, fiind pacte asupra propriei succesiuni sub forma instituirii contractuale de moștenitor, fie când intervenea între succesorii eventuali, cum ar fi fost, spre exemplu, renunțările la o moștenire nedeschisă sau la querella inofficiosi testamenti, deoarece nu se putea renunța la ceea ce nu putea fi acceptat, fie, în fine, pactele referitoare la succesiunea unui terț în viață (pacta de hereditate tertii). Acesta din urmă era nul deoarece se considera că, în primul rând, nu avea obiect, iar în al doilea rând era considerat imoral deoarece trezea votum mortis captandae . Cu toate acestea, Justinian a permis aceste convenții dacă de cujus își dădea acordul la încheierea actului, sub condiția de a nu-și retrage consimțământul înainte de muri.
Dreptul feudal, încercând păstrarea în familie a bunurilor, a permis aceste pacte care ofereau siguranță, în acest sens, deoarece convenția nu putea fi revocată unilateral.
De inspirație bizantină, unele din vechile reglementări românești interzic pactele asupra unei succesiuni nedeschise. În acest sens, se poate aminti Pravila lui Matei Basarab din 1652, care în glava 277 oprește pactul încheiat la înzestrarea unei fete în momentul măritișului, ce are drept obiect oprirea acesteia de la moștenirea părintelui său, dacă nu există testament. Asemenea prevederi conține și Codul Calimach pe motivul că sunt făcute „împotriva moralului”. În schimb, Legiuirea Caragea admite aceste pacte.
Codul Civil francez de la 1804 a interzis aceste pacte prin art. 791, 1130 al. 2, 1389, 1600 și 1897, deoarece această operațiune implică acel votum mortis de care am amintit anterior. Din acest motiv, pactele asupra unei succesiuni nedeschise au fost considerate de redactorii Codului drept „ contracte ale păsărilor de pradă” („un contract d`óiseaux de proie”) –pactum corvinum. Nu interesa dacă de cujus consimțea la încheierea contractului. 
Interesant este de menționat că inițial atât jurisprudența cât și legislatorul francez au catalogat contractul de asigurare pe viață ca fiind imoral, înscriindu-se în categoria pactelor în discuție, deoarece consista într-o speculație asupra vieții. Cu timpul această viziune extremă s-a atenuat, legislatorul francez încercând a atenua în oarece măsură prohibiția pactelor asupra unei succesiuni viitoare, instituind unele excepții .

## Cadrul legislativ
Codul civil, prin art. 965, stabilește principiul potrivit căruia lucrurile viitoare pot face obiectul unei obligații. Totuși, prin același art. se interzice orice act asupra unei succesiuni nedeschise, reluându-se astfel ideea cuprinsă și în cadrul art. 702 Cod civil, unde se precizează că „nu se poate renunța la succesiunea unui om în viață, nici nu se pot înstrăina drepturile eventuale ce s-ar putea dobândi asupra succesiunii.”
Prin pact asupra unei succesiuni nedeschise  se înțelege orice contract sau act unilateral, nepermis de lege, prin care se dobândește sau se renunță la unul sau mai multe drepturi eventuale din acea moștenire nedeschisă la data încheierii actului. Jurisprudența franceză a definit pactul asupra unei succesiuni nedeschise ca fiind „acea stipulație având ca obiect atribuirea unui drept privativ  asupra a tot sau a unei părți dintr-o succesiune nedeschisă.” 
Pactele sunt interzise indiferent că privesc moștenirea uneia din părțile contractante sau a unui terț, necontând dacă s-a obținut sau nu acordul terțului asupra pactului. Nu interesează, de asemenea, dacă actul este cu titlu oneros sau cu titlu gratuit sau dacă prin act se renunță sau se dobândesc anumite drepturi dintr-o succesiune.
Pactele succesorale sunt prohibite indiferent de felul moștenirii (atât la cea ab intestat cât și la cea testamentară)  și indiferent de faptul confirmării lor de către părți, chiar după deschiderea succesiunii. Dacă pactul este cu titlu oneros și prețul a fost plătit, el va fi sancționat, de asemenea, cu nulitate absolută, cumpărătorul putându-și recupera banii pe baza unei acțiuni în repetențiune. Aceste pacte sunt prohibite de lege deoarece prin intermediul lor se încalcă principiul revocabilității dispozițiilor pentru cauză de moarte, în cazul în care prin acea convenție se instituie un moștenitor sau un legatar (pacte de succedenta). În alte situații, aceste pacte sunt prohibite datorită caracterului imoral al acestora, ca unele care dau naștere dorinței morții unei persoane în viață: votum mortis captandae. În fine, se consideră de către unii autori  că aceste pacte, întrucât privesc întreaga moștenire sau o fracțiune din aceasta, au ca obiect patrimoniul lui de cujus. Însă patrimoniul, fiind o prelungire a personalității, nu poate face obiectul unui contract valabil, pactele fiind, așadar, imorale, aducând atingere personalității umane .

## Condiții de existență
Pentru a fi considerat un pact asupra unei succesiuni nedeschise, actul intervenit între părți trebuie să îndeplinească mai multe condiții cumulative. În primul rând, este necesar să existe un pact, acesta să aibă ca obiect o succesiune nedeschisă, să confere un drept eventual și, în cele din urmă, actul să nu fie permis în mod excepțional de lege.
1)    Prima condiție se referă la existența unui pact. După cum am văzut, acesta este un act juridic ce poate fi atât unilateral (o renunțare unilaterală), cât și bi sau multilateral.
Cât privește actele unilaterale, deși Codul civil în art. 702 și 965 prevede expres doar renunțarea la o succesiune nedeschisă, sunt prohibite și actele unilaterale de acceptare a unei succesiuni viitoare. După cum s-a precizat în literatura juridică , aceste din urmă acte sunt lovite de nulitate deoarece opțiunea succesorală nu se poate manifesta decât odată cu deschiderea moștenirii, și asemenea acte ar conține un votum mortis.
2)    Pactul trebuie să aibă ca obiect, în al doilea rând, o moștenire nedeschisă în momentul încheierii lui.
Actul juridic poate viza bunuri singulare sau o fracțiune din moștenire sau chiar întregul patrimoniu succesoral. Actul poate să confere uneia din părți anumite drepturi referitoare la moștenire (pacta de succedenta) sau poate să cuprindă obligația unei părți de a nu pretinde drepturi asupra moștenirii (pacta de non succedenta). De asemenea, actul se poate referi la succesiunea uneia din părți sau a unui terț. În toate aceste cazuri, dacă succesiunea nu este deschisă, actul este lovit de nulitate absolută.
Data deschiderii moștenirii se stabilește în baza unui criteriu obiectiv și anume data prevăzută în certificatul de deces întocmit de funcționarul de stare civilă al primăriei din localitatea unde a fost înregistrată moartea, sau prin hotărâre judecătorească de declarare a morții. Persoanele interesate trebuie să dovedească atât faptul morții, cât și data sau, eventual, ora la care a intervenit decesul. 
Dat fiind faptul că persoana dispărută este considerată ca fiind în viață (art. 19 din Decretul 31/1954), pactul, care se referă la succesiunea dispărutului și care a fost încheiat între data dispariției și data stabilită de instanță ca fiind acea a morții, este lovit de nulitate absolută. Dar, dacă a fost încheiat ulterior datei stabilite de instanță ca fiind cea a morții, și hotărârea este ulterior rectificată sau anulată, se ridică mai multe probleme. În primul rând, dacă noua dată a decesului stabilită de către instanță este ulterioară celei la care a fost încheiat actul juridic, acesta din urmă rămâne valabil deoarece „aprecierea pactului ca fiind asupra unei succesiuni nedeschise trebuie să se facă în raport de datele obiective existente în momentul încheierii actului.”  În al doilea rând, dacă hotărârea declarativă de moarte este anulată, prin constatarea faptului că persoana considerată decedată este în viață, atunci actul nu va constitui, din aceleași motive ca cele exprimate mai sus, un pact asupra unei succesiuni nedeschise, dar va fi nul deoarece îi lipsește obiectul. Dacă de cujus ar încerca să ratifice actul, abia atunci ne vom afla în prezența unui pact asupra unei succesiuni nedeschise, sancționat cu nulitate absolută.
3)    Dreptul care se dobândește sau la care se renunță trebuie să fie, în al treilea rând, un drept eventual, așa cum reiese din art. 702 Cod civil.
Deoarece atât timp cât este în viață de cujus poate dispune cum dorește de bunurile sale, succesibilii nu au decât un drept eventual, o simplă speranță. „Dreptul eventual este acel drept căruia îi lipsește atât obiectul, cât și subiectul, neștiindu-se în viitor dacă obiectul va ființa și dacă dreptul va aparține unei anumite persoane.”  Acest drept succesoral eventual se va consolida abia la moartea de cujusui, dacă bunul/dreptul mai există în patrimoniul său și dacă vor fi îndeplinite și condițiile legale privitoare la succesiune. Dacă drepturile există, dar nu pot fi fructificate decât la decesul uneia din părțile contractante, atunci pactul constituie unul asupra unei moșteniri viitoare.
Dreptul eventual trebuie deosebit de dreptul sub condiție suspensivă. Nașterea celui din urmă atârnă de un eveniment viitor și nesigur, dar care, realizându-se, operează cu efect retroactiv. Dreptul eventual se realizează o dată cu un eveniment viitor și sigur, neoperând cu efect retroactiv. Dar deosebirea majoră constă în aceea că, în cazul dreptului eventual, realizarea evenimentului nu duce automat la nașterea dreptului. De exemplu, bunul care a făcut obiectul pactului a fost înstrăinat de către de cujus, ieșind din patrimoniul acestuia, astfel că moștenitorii nu vor mai avea nici un drept asupra acelui bun.
Dreptul eventual trebuie deosebit și de dreptul cu termen suspensiv, deoarece, în această ultimă situație, dreptul ar trebui să se nască imediat, amânându-se doar exercitarea lui.
Tot în acest context, trebuie deosebite pactele succesorale de promisiunile post-mortem. Contractul post-mortem se caracterizează prin faptul că el dă naștere imediat unui drept în profitul achizitorului, dar întârzie exigibilitatea până în ziua decesului dispunătorului. Din contră, pactul succesoral este caracterizat prin aceea că el amână nașterea dreptului până în ziua deschiderii succesiuni . Așadar, cu alte cuvinte, primele sunt valabile pentru că promitentul este ținut de promisiunea unei obligații unde executarea singură este diferită, iar beneficiarul promisiunii are un drept născut și actual, în timp ce cele din urmă nu angajează pe de cujus, ci doar succesiunea va fi obligată.
4)    În sfârșit, în al patrulea rând, pactul nu trebuie să fie permis în mod excepțional de lege.
Codul civil prevede o serie de acte juridice, referitoare la o succesiune nedeschisă, care sunt valabile. Astfel, este valabilă, conform art. 1526 Cod civil, convenția prin care se stipulează continuarea societății civile cu moștenitorii asociatului decedat sau între asociații rămași în viață, după satisfacerea moștenitorilor. Un pact asemănător valabil îl găsim și în materie comercială, unde, într-o societate cu răspundere limitată, asociații pot conveni ca societatea să continuie și cu moștenitorii asociatului care ar deceda.
O altă excepție este cea prevăzută de art. 845 Cod civil unde se precizează că „imputația și raportul (bunurilor înstrăinate unui succesibil în linie dreaptă, cu sarcina unei rendite viagere sau cu rezerva uzufructului) nu pot fi cerute de succesibilul în linie dreaptă care a consimțit la aceste înstrăinări.” Acest articol stabilește o dublă prezumție și anume, în primul rând că înstrăinarea făcută succesibilului în linie dreaptă în schimbul unei rente viagere sau cu rezerva uzufructului ar constitui o donație deghizată și de cujus este prezumat că a făcut această donație cu scutire de raport . În ceea ce privește pactele asupra unei succesiuni nedeschise, legiuitorul derogă prin acest articol de la regula nulității unor asemenea pacte și dă posibilitatea moștenitorilor rezervatari să-și exprime acordul și să recunoască caracterul oneros al operațiunii. Dar acest acord poate constitui, în acest caz, și o renunțare anticipată la acțiunea în reducțiune dacă înstrăinarea a fost realmente cu titlu gratuit.
O altă excepție o constituie partajul de ascendent care constă în „ actul juridic între vii sau pentru cauză de moarte, prin care un ascendent divide, în tot sau în parte, bunurile sale între eventualii săi moștenitori din clasa descendenților, creând între ei, prin acest act, raportul de împărțeală.”  Dacă partajul de ascendent este făcut prin donație, trebuie să se respecte condițiile prevăzute de Codul civil în art. 794-799. Dacă nu s-au respectat aceste condiții, descendenții nu pot să transforme împărțeala într-un partaj voluntar, atât timp cât de cujus este în viață, sub sancțiunea nulității absolute deoarece ar constitui un pact asupra unei succesiuni nedeschise.
Articolul 1061 Cod civil prevede, de asemenea, o excepție de la art. 702 și 965 Cod civil. Astfel, dacă cineva cumpără un anumit lucru, el poate prevede în contractul de vânzare-cumpărare clauza conform căreia unul dintre erezii săi (specificându-se precis care anume) să plătească prețul, dacă cumpărătorul va deceda înainte de a face el acest lucru. 
În literatura juridică se consideră că pactul trebuie să mai îndeplinească și alte condiții pentru a fi sancționat cu nulitate absolută. Astfel, unii autori  mai adaugă că bunul care formează obiectul pactului succesoral să fie considerat ca aparținând celui care îl promite, cu titlu de succesiune. De asemenea, se consideră că actul intervenit între părți trebuie să modifice regulile succesorale.  Aceasta se întâmplă indiferent dacă de cujus dispune de întreaga sa succesiune sau doar de anumite bunuri, ori dacă moștenitorul prezumtiv dispune de drepturile sale asupra succesiunii. Nu contează dacă moștenirea este ab intestat sau testamentară. Ceea ce este important, consideră autorii respectivi, este operarea unei oarece modificări anterioare deschiderii succesiunii, operând asupra regulilor ce o guvernează.
Considerăm că această condiție nu trebuie îndeplinită în mod necesar. Modificarea regulilor succesorale printr-un pact se constată abia odată cu deschiderea succesiunii. Dacă s-ar impune și această condiție ar trebui ca nulitatea pactului să fie analizată abia în acest moment, și, eventual, s-ar putea constata că pactul este valabil, dat fiind că nu modifică în nici un fel regulile amintite mai sus. Pactele asupra unei succesiuni nedeschise sunt nule din momentul încheierii lor, evenimentele ulterioare neavând nici un efect asupra validității lor.

## Sancțiuni
Dacă pactul îndeplinește condițiile menționate anterior, el va fi sancționat cu nulitate absolută, deoarece asemenea pacte contravin ordinii publice și bunelor moravuri. Nulitatea poate fi invocată de orice persoană care are un interes juridic.
Pactul nu poate fi confirmat nici măcar de cujus, și nici de părți chiar după deschiderea moștenirii. Acestea au posibilitatea însă, în această situație, de a reface actul juridic respectând regulile care îl guvernează.